# Women Are Heroes
Pour plus de détails, voir Fiche technique et Distribution.
Women are heroes est un documentaire réalisé en 2010 par JR, sorti le 12 janvier 2011. Le documentaire a été en compétition pour la Caméra d'or du Festival de Cannes de 2010.

## Synopsis
JR a voulu rendre hommage à celles qui occupent un rôle essentiel dans les sociétés, les femmes, qui sont souvent les cibles de conflits, victimes de guerre, de crimes, de viols ou de fanatismes politiques et religieux. Il présente ces femmes qui côtoient parfois la mort, qui passent du rire aux larmes, des femmes généreuses qui n'ont rien et qui le partagent, qui portent un passé douloureux et l'envie de construire un avenir heureux. En cherchant ce qui est commun dans leur regard, JR tente de se rapprocher de ce qui est universel : l’humain. Ce projet lui permet de tenir la promesse qu'il a faite à ces femmes : faire voyager leur histoire,, leur redonner une place et montrer au monde qu'elles existent.

## Fiche technique
- Réalisation : JR
- Photographie : Patrick Ghiringhelli, JR
- Montage : Hervé Schneid
- Son : Marco Casanova, Jérôme Gonthier, François-Joseph Hors, Philippe Welsh
- Sociétés de Production : 27.11 Production, Social Animals, Arte France Cinéma (coproduction), Dum Dum Films (coproduction), Studio 37 (coproduction), Canal+ (participation)
- Sociétés de distribution : Rezo Films
- Budget : 1 million d'euros
- Pays d'origine :  France
- Langue originale : français
- Genre : documentaire
- Durée : 85 minutes (France)
- Date de sortie :
  - France : 12 janvier 2011